# Federación Ecuatoriana de Organizaciones LGBT
La Federación Ecuatoriana de Organizaciones LGBT (fundada el 10 de septiembre de 2015 en Quito, Ecuador) es una coalición nacional de segundo grado, «conformada por personerías jurídicas» sin fines de lucro, que busca la igualdad y la equidad en el sector LGBTIQ+ (lesbianas, gays, bisexuales, trans, intersex, queer y más). La Federación agrupa a cerca de 60 colectivos, asociaciones y fundaciones de similares características, con cerca de 2000 miembros en el territorio ecuatoriano.

## Fundación
En el marco de los diálogos de "Equidad y Justicia"  que llevó adelante el extinto Ministerio de Justicia Derechos Humanos y Cultos del Ecuador, hoy Secretaría Nacional de Derechos Humanos, se conforma a Federación a nivel nacional, la misma que tuvo como escenario emblemático para su constitución, la Asamblea Nacional de Ecuador.
En el año 2013, previo a su legalización, se firmó el acuerdo 21525 con la Asociación Silueta X, mismo que da la posibilidad de constituirse durante los diálogos nacionales que impulsó el extinto, Ministerio de Justicia Derechos Humanos y Cultos. El acuerdo tenía como objetivo, trabajar en garantías para el acceso a salud, educación, empleo, justicia y ciudadanía para este sector.
La Asociación Silueta X, fue elegida como la persona jurídica que lleva adelante la presidencia de la Federación, al "Colectivo LGBT Sierra Centro" de Tungurahua asignado como la persona jurídica de la vicepresidencia, la dirección nacional a la Asociación "Es Mi Familia" y la vocería nacional recayó en la Asociación "Bolivarianos Diversos". el presidente 2021 2023 sería Lcdo Javier Vallejo Peñafiel de la ciudad de Milagro, presidente de la asociación Milagro Glbti

## Acciones
Desde su creación en el 2015, los más de sesenta colectivos fueron los actores principales durante las reuniones que buscaban garantizar salud, educación, empleo y justicia para este sector, con el extinto gobierno del expresidente, Econ. Rafael Correa.
En enero del año 2016, la SUPERCOM (Superintendencia de Comunicación de Ecuador), acogió la denuncia de la Federación contra Diario El Universo, debido a que en una de sus publicaciones se sintieron ofendidos por una caricatura en el medio de comunicación. La muestra gráfica, fue realizada por el caricaturista Bonil, quien desacreditaba aparentemente la nueva Ley del Registro Civil de Ecuador, que reconocía la identidad de género de las persona trans.
En febrero de 2017 la federación, comprometió a varios candidatos de elección popular, a cumplir con acuerdos, compromisos y garantías para las personas con una orientación sexual o una identidad de género distinta a las normadas. Estas firmas y acuerdos las lleva adelante la Asociación Silueta X, miembro de la federación, a través de una campaña denominada "Acuerdo Por la Igualdad".
En enero de 2018, exigieron al Presidente de la República, generar los mecanismos necesarios para reconocer el matrimonio del mismo sexo en este país. En julio de 2018 la Corte Constitucional de Ecuador y miembros de la Federación, concluyeron que se reconocería el matrimonio del mismo sexo. La federación exigió el derecho al matrimonio civil por tener más de 20 de años de lucha,  puesto que el acceso a este derecho no era reconocido hasta ese entonces. En julio del año 2019, la Corte Constitucional Ecuador, a partir del control de convencionalidad de la opinión consultiva de la Corte Interamericana de Derechos Humanos OC 24/17, reconoce el matrimonio de personas del mismo sexo.
Desde 2015, la Federación ha exigido al estado ecuatoriano la acción inmediata, cuando se ha tratado de asesinatos contra las poblaciones LGBT en Ecuador. En Ecuador, los asesinatos en contra de las personas LGBT, contienen características de aversión contra los miembros de estos grupos. La organización, en sus comunicados frecuentemente solicita a las autoridades del país, investigar y dar con los culpables, puesto que cuentan con un saldo de estas muertes violentas o sospechosas de criminalidad, impunes.
Hasta 2019 la Federación, es la que anualmente impulsa y desarrolla eventos internacionales como el Orgullo Guayaquil y el Día Internacional contra la Homofobia. Con respecto al Orgullo, esta marcha es la que emula los disturbios de Stonewell de EE.UU y que da origen a los conocidos orgullos gays a nivel mundial.
En el 2021 se darían las elecciones de las nuevas dignidades de la corporación de segundo grado, eligiendo como presidente al Lcdo. Javier Vallejo Peñafiel de la ciudad de Milagro, también presidente de la Asociación Milagro GLBTI. 